# 查氏壳科
查氏壳科（学名：Chadefaudiellaceae）是微囊菌目下的一个属。

## 下属分类
本科包括以下属：
- 查氏壳属 Chadefaudiella L.Fourel & G.Schotter, 1966
- Faurelina Locq.-Lin., 1975